# Dark Wizard
Dark Wizard (ダークウィザード 蘇りし闇の魔導士, Dark Wizard: Yomigaeri Shiyami no Madōshi) est un jeu vidéo de stratégie et de rôle sorti en 1993 sur Mega-CD. Le jeu a été développé par Renovation Products et édité par Sega.